# Ip Man 4
Ip Man 4 es una película de artes marciales dirigida por Wilson Yip y producida por Raymond Wong. Es la cuarta y última película de la serie de películas Ip Man basada en la vida del gran maestro de Wing Chun del mismo nombre y presenta a Donnie Yen repitiendo el papel. La película comenzó a producirse en abril de 2018 y finalizó en julio del mismo año. Fue lanzado el 20 de diciembre de 2019.

## Trama
En 1964, tras la muerte de su esposa en Hong Kong, Ip Man descubre que tiene cáncer de garganta debido al tabaquismo crónico. Después de que su rebelde y joven hijo Ip Ching, se defiende de un matón de la escuela que lo molestaban y posteriormente es expulsado, Ip Man decide viajar a San Francisco, CA. Estados Unidos, para buscar oportunidades de estudio en América. Le confía su hijo Ching al cuidado de su amigo Fat Bo y le promete llamar por teléfono a Ching todas las noches desde San Francisco.
El estudiante de Ip Man, Bruce Lee, llegado a San Francisco recientemente, ha molestado mucho a la comunidad local de artes marciales en San Francisco al abrir una escuela de Wing Chun, enseñar artes marciales a personas no chinas y escribir un libro en inglés sobre artes marciales. Ip Man descubre por su amigo Liang Gen, que debido a ser él un extranjero, se necesita una carta de recomendación de la Asociación Benéfica Consolidada China para inscribir a su hijo Ching en una buena escuela de Estados Unidos. 
El gran maestro Wan Zhong-hua, el presidente de la Asociación de China, se niega a escribir la carta porque Ip Man no se preocupa por las acciones de su discípulo Bruce Lee, tiene una escuela de kung fu y escribe un libro revelando sus secretos, mientras los otros grandes maestros de la Asociación de China también muestran un desprecio abierto hacia Bruce Lee. Después de una breve confrontación con Wan, resulta y termina con una mesa rota, Ip Man se va muy decepcionado de la Asociación de China. Al salir de la escuela después de una reunión con el director para tratar de que su hijo sea recibido, Ip Man se encuentra con la hija adolescente de Wan, la joven Yonah, que sufre un ataque racista de una compañera de la escuela animadora rival, Becky, y sus amigos varones, la golpean y le cortan el cabello con unas tijeras. 
Yonah se defiende, lucha contra ellos y hace que Becky se corte accidentalmente con las tijeras, en última instancia, la superan en número, podrían golpear gravemente y entonces Ip Man interviene para rescatarla, evitando lastimar a los muchachos. Escolta a Yonah a casa en bus, donde el gran maestro Wan se molesta por el conflicto generado, acusa al maestro Ip de usar a su hija simplemente para obtener la carta y lo desafía a luchar por ella, se enfrentan en una batalla de artes marciales con diferentes estilos de kung fu. El duelo es interrumpido por un temblor, y Wan le advierte a Ip que terminarán su pelea en el próximo Festival del Medio Otoño en el barrio chino. Ip se niega a seguir con esta confrontación, explicando que simplemente acompañó a Yonah a casa por su propia seguridad y se va.
La animadora rival Becky le miente a sus padres sobre la confrontación en la escuela, alegando que Yonah la había atacado primero y corta su cara con una tijera. Su padre, Andrew Walters, es un oficial del Servicio de Inmigración y Naturalización (INS), y su esposa lo presiona, para responsabilizar a la Asociación de China y deportar a todos los extranjeros ilegales asociados con ellos en el barrio chino. Mientras tanto, el soldado Hartman, un joven Sargento de Estado Mayor de la Infantería de Marina de los Estados Unidos y estudiante de Bruce Lee, intenta convencer a su jefe Barton Geddes, el Sargento de Artillería en su base, para que incorpore las artes marciales chinas en su entrenamiento de combate cuerpo a cuerpo. 
Barton Geddes, un hombre arrogante y abiertamente racista, demuestra que el actual programa de karate nativo de los Marines, es superior al kung fu propuesto por Hartman de la escuela de Bruce Lee, y propone que Hartman luche contra el experimentado instructor de karate de los Marines, Colin Frater, para demostrarlo frente a todos los estudiantes de la academia militar, el instructor lo derrota fácilmente. Más tarde, el soldado Hartman logra convencer al oficial al mando de la unidad militar, del potencial del kung fu para la supervivencia en el futuro y recibe instrucciones de filmar el Festival del Medio Otoño, que se celebra en el barrio chino China town con fines de investigación, para poder aplicarlo en la base militar en el futuro, enfureciendo esta propuesta a Barton Geddes. 
Geddes le ordena a Frater, desafíe a los grandes maestros en el Festival en el barrio chino, para filmar las peleas, como lo pide el director de la academia militar, pero Bruce Lee no está presente por ser rechazado en la Asociación de migrantes chinos. Frater demuestra su fuerza al derrotar a tres grandes maestros, hasta que Ip interviene en la arena de pelea, lucha contra Frater en un fuerte combate donde revela los secretos del kung fu y lo golpea brutalmente, hospitalizándolo con una costilla rota. Mientras tanto, el maestro Wan, que se suponía estaría presente en el festival, es arrestado por el INS en la noche, porque sospecha ayuda a mantener migrantes ilegales en el barrio chino. Geddes muy enfurecido al ver a Frater herido en el hospital y derrotado por un maestro de kung fu, irrumpe en la Asociación y los reta a un combate abierto, para averiguar dónde está el maestro Wan, considerando que él sería el maestro más experimentado en el barrio chino para luchar, no conoce de la reciente llegada de Ip a la ciudad y la existencia de Bruce Lee como entrenador de kung fu en la clandestinidad. 
Frater revelando su propia destreza en las artes marciales, derrota brutalmente a todos los grandes maestros presentes en la Asociación, en luchas mostrando diferentes estilos de karate contra el kung fu. Luego, al enterarse de que el maestro Wan está detenido desde la noche anterior por la redada de la oficina de migración ilegal, llega al centro de detención de migrantes ilegales, amenaza al oficial de migración Walters de la central de detención, con dejar a Wan bajo la custodia de los marines donde sería castigado, para llevar a Wan al campamento para luchar contra él en un duelo de artes marciales y filmar el combate para demostrar la superioridad de su karate, frente a todos los soldados como testigos, pero debido a un aviso del agente de migración Billy, un subordinado del oficial Walters y otro estudiante de la escuela de Bruce Lee, trabajan en la policía de migración, los alertan de la redada del INS en el barrio chino y escapan, Ip y Liang Gen ayudan a los miembros de la Asociación a evacuar y esconderse cuando el INS realiza su redada. 
Bruce Lee proporciona refugio a los miembros de la Asociación en el gimnasio de su escuela de kung fu y finalmente se gana su respeto. Al mismo tiempo el maestro Wan es llevado del centro de detención de migrantes al campamento militar y lucha contra Geddes, para filmar el combate oficial en el campamento de los marines y demostrar la superioridad de su técnica de karate contra el kung fu. Al principio, Wan puede igualar los golpes de Geddes, pero finalmente se ve abrumado y gravemente herido, le rompen la pierna y una costilla, es llevado al hospital, Ip llega al hospital, informado de lo sucedido por los maestros de la Asociación, entonces promete luchar contra Geddes para vengar las ofensas contra la comunidad de migrantes de China y la agresión al maestro Wan, como parte de su compromiso moral con el templo Shaolin de kung fu, revelando a la Asociación de China y la hija de Wan, la joven y nueva amiga Yonah, que él es un maestro de kung fu, llegado recientemente de China y es su deber moral, defender a la comunidad de migrantes de China, para terminar con los ataques y abusos contra ellos. Un Ip emocionalmente afectado por despedirse de su hijo, trata de hablarle con él por teléfono, su amigo Fat Bo, le revela a su hijo que Ip tiene cáncer y finalmente logra que Ching hable con su padre por teléfono, después de muchos intentos fallidos al fin Ip se despide de su hijo, ante la posibilidad de quedar gravemente herido y morir en el combate final en el campamento militar contra el experto en karate Geddes. 
Ip es llevado al campamento de los Marines por el soldado Hartman, el discípulo de Bruce Lee, para vengar la ofensa a los maestros en el barrio chino, se reúnen en el gimnasio para un combate de exhibición de pelea de karate contra kung fu, que podría ser mortal, donde van a filmar la pelea, Ip finalmente derrota a Geddes, después de una larga y salvaje pelea, donde los dos combatientes quedan muy heridos, con una maniobra de kung fu parecida al yudo, rompe el brazo y golpea en el cuello a Geddes, dejándolo fuera de combate, es llevado a enfermería y queda filmado en los registros la superioridad táctica del kung fu que enseña Bruce Lee en San Francisco, sobre el karate que la academia militar enseña a los estudiantes. 
El Gran Maestro Wan recuperándose de sus heridas, prepara la carta de recomendación para Ip, pero este último afirma que ya no la necesita porque no tiene intención de mudarse a San Francisco por más tiempo. Ip regresa a Hong Kong y se reconcilia con su hijo. Un Ip cansado pero decidido le dice a su hijo que lo filme mientras demuestra Wing Chun en un muñeco de madera. Un texto final en pantalla dice que Ip falleció de cáncer en 1972 a los 79 años.
Un epílogo muestra a Bruce Lee, su más famoso discípulo en el mundo, que llega al funeral del maestro Ip respetando su memoria, cuando estaba filmando su última película en Hong Kong, la pantalla se pone en negro y junto a un texto en chino, revela que los Marines incorporaron oficialmente las artes marciales chinas en su entrenamiento en 2001.

## Elenco
- Donnie Yen como Ip Man (chino tradicional: 葉問)
- Wu Yue como Wan Zonghua (chino tradicional: 萬宗華)
- Vanness Wu como Hartman Wu (chino tradicional: 吳赫文).
- Scott Adkins como Barton Geddes.
- Kent Cheng como Fat Bo (chino tradicional: 肥波)
- Danny Chan como Bruce Lee (chino tradicional: 李小龍).
- Simon Shiyamba como Billy.
- Ngo Ka-nin como Liang Gen (chino tradicional: 梁根).
- Chris Collins como Colin Frater.
- Vanda Margraf como Yonah Wan (chino tradicional: 萬若男), hija de Wan Zonghua.
- Jim Liu como Ip Ching (chino tradicional: 葉正).
- Lo Mang como Lo Chun-ting (chino tradicional: 羅駿霆).
- Grace Englert como Becky Walters
- Andrew Lane como Andrew Walters.
- Nicola Stuard Hill como Gabrielle Walters.
- Linda Jean Barry

## Recepción
El sitio web de reseñas Rotten Tomatoes informó que el 87% de los críticos le han dado a la película una reseña positiva basada en 31 reseñas, con una calificación promedio de 6.52 /10. El consenso de los críticos del sitio dice: "Lleno de acción y con algunas de las mejores peleas de Donnie Yen, Ip Man 4: The Finale sirve como un rebote satisfactorio, y un final apropiado, para la franquicia". En Metacritic, la película tiene un efecto positivo. puntuación media ponderada de 62 sobre 100 sobre la base de 11 críticas, lo que indica "revisiones generalmente favorables".
Según el periódico malasio The Star, la película fue la película china más taquillera de todos los tiempos en el país, mientras que según Shine.cn, la película fue la tercera película china más taquillera en América del Norte en cinco años.
Hasta febrero de 2020, la película ha recaudado más de $ 193 millones en todo el mundo, generando más de $ 172 millones en China continental.